# Championnat de La Réunion de football 2023
Navigation
R1 2022 R1 2024
Le championnat de La Réunion de football 2023 ou championnat de Régionale 1 Réunion est la 74e édition de la compétition.

## Changements

### Promus
- SC Chaudron
- ACF Piton Saint-Leu
- OCSA Léopards

### Relégués de l'édition précédente
- FC Parfin
- AS Marsouins
- JS Sainte-Rosienne

## Les clubs de l'édition 2023
| \| US Sainte-Marienne Capricorne Excelsior Jeanne d'Arc AS Sainte-Suzanne AF Saint-Louis SC Chaudron Saint-Denis FC ACF Piton Saint-Leu Tamponnaise Trois-Bassins FC JSSP St-Pauloise OCSA Léopards \| Localisation des clubs engagés dans le championnat. |
| US Sainte-Marienne Capricorne Excelsior Jeanne d'Arc AS Sainte-Suzanne AF Saint-Louis SC Chaudron Saint-Denis FC ACF Piton Saint-Leu Tamponnaise Trois-Bassins FC JSSP St-Pauloise OCSA Léopards                                                           |

| Équipe              | Ville             | Stade                            | Capacité | Classement 2022       |
| ------------------- | ----------------- | -------------------------------- | -------- | --------------------- |
| Saint-Denis FC      | Saint-Denis       | Stade de la Redoute              | 2 500    | 1er                   |
| JS Saint-pierroise  | Saint-Pierre      | Stade Michel Volnay              | 8 010    | 2e                    |
| AS Excelsior        | Saint-Joseph      | Stade Raphaël Babet              | 1 200    | 3e                    |
| La Tamponnaise      | Le Tampon         | Stade Klébert-Picard             | 3 000    | 4e                    |
| US Sainte-Marienne  | Sainte-Marie      | Stade Duparc                     | 1 300    | 5e                    |
| SS Jeanne d'Arc     | Le Port           | Stade Lambrakis                  | 1 058    | 6e                    |
| AS Capricorne       | Saint-Pierre      | Stade Joffre Labenne             | 300      | 7e                    |
| Trois-Bassins FC    | Les Trois-Bassins | Stade Serge Saint-Alme           | NC       | 8e                    |
| Saint-Pauloise FC   | Saint-Paul        | Stade Paul-Julius-Bénard         | 8 000    | 9e                    |
| AF Saint-Louisien   | Saint-Louis       | Stade Théophile Hoarau           | 2 500    | 10e                   |
| AS Sainte-Suzanne   | Sainte-Suzanne    | Stade Georges Repiquet           | 600      | 11e                   |
| SC Chaudron         | Saint-Denis       | Stade de la Redoute              | 2 500    | 1er (Super 2 Poule A) |
| ACF Piton Saint-Leu | Saint-Leu         | Stade municipal Christol Marivan | 700      | 1er (Super 2 Poule B) |
| OCSA Léopards       | Saint-André       | Stade Baby Larivière             | 1 700    | 1er (Super 2 Poule B) |

## Compétitions

### Classement
| Rang | Équipe                | Pts | J  | G  | N  | P  | Bp | Bc | Diff |
| ---- | --------------------- | --- | -- | -- | -- | -- | -- | -- | ---- |
| 1    | AS Excelsior          | 87  | 26 | 19 | 4  | 3  | 53 | 14 | +39  |
| 2    | JS Saint-Pierroise    | 85  | 26 | 18 | 5  | 3  | 52 | 17 | +35  |
| 3    | La Tamponnaise        | 81  | 26 | 17 | 4  | 5  | 63 | 18 | +45  |
| 4    | Saint-Denis FCT       | 75  | 26 | 14 | 7  | 5  | 50 | 30 | +20  |
| 5    | SS Jeanne d'Arc       | 71  | 26 | 12 | 9  | 5  | 39 | 26 | +13  |
| 6    | Trois-Bassins FC      | 68  | 26 | 12 | 6  | 8  | 38 | 33 | +5   |
| 7    | Saint-Pauloise FC     | 68  | 26 | 11 | 9  | 6  | 48 | 29 | +19  |
| 8    | AF Saint-Louis        | 58  | 26 | 8  | 8  | 10 | 35 | 37 | -2   |
| 9    | AS Sainte-Suzanne     | 54  | 26 | 8  | 4  | 14 | 24 | 39 | -15  |
| 10   | ATCF Piton Saint-LeuP | 50  | 26 | 4  | 12 | 10 | 20 | 33 | -13  |
| 11   | SC ChaudronP          | 44  | 26 | 4  | 6  | 16 | 21 | 62 | -41  |
| 12   | AS Capricorne         | 43  | 26 | 4  | 5  | 17 | 20 | 47 | -27  |
| 13   | US Sainte-Marienne    | 42  | 26 | 4  | 4  | 18 | 18 | 65 | -47  |
| 14   | OCSA LéopardsP        | 39  | 26 | 2  | 7  | 17 | 17 | 49 | -32  |

|  | Champion de La Réunion    |
|  | Barrage de relégation     |
|  | Relégation en 2e division |

 (T) Tenant du titre
 (P) Promu

## Barrage de relégation
|  |  | - |  |  |  |
|  |  |   |  |  |  |

## Meilleurs buteurs
mise à jour : 26 novembre 2023
| Rang | Joueur                 | Club              | Buts |
| 1    | Angelo                 | AS Excelsior      | 23   |
| 2    | Jean-Michel Fontaine   | La Tamponnaise    | 18   |
| 3    | Henri Charles Gladyson | SS Jeanne d'Arc   | 17   |
| 4    | Assoumani Akbar        | Saint-Denis FC    | 14   |
| 5    | Ashley Nazira          | Saint-Pauloise FC | 12   |